# Нидерпиршајд
Нидерпиршајд (њем. Niederpierscheid) општина је у њемачкој савезној држави Рајна-Палатинат. Једно је од 235 општинских средишта округа Ајфелкрајс Битбург-Прим. Према процјени из 2010. у општини је живјело 36 становника. Посједује регионалну шифру (AGS) 7232277.

## Географски и демографски подаци
Нидерпиршајд се налази у савезној држави Рајна-Палатинат у округу Ајфелкрајс Битбург-Прим. Општина се налази на надморској висини од 369 метара. Површина општине износи 1,6 km². У самом мјесту је, према процјени из 2010. године, живјело 36 становника. Просјечна густина становништва износи 22 становника/km².